# Zelotes longestylus
Zelotes longestylus är en spindelart som beskrevs av Simon 1914. Zelotes longestylus ingår i släktet Zelotes och familjen plattbuksspindlar.
Artens utbredningsområde är Frankrike. Inga underarter finns listade i Catalogue of Life.